# Universalismo moral
Universalismo moral (también llamado objetivismo moral) es la posición meta-ética que algún sistema de ética, o una ética universal, se aplica universalmente, es decir, para "todos los individuos en situación similar", independientemente de cultura, raza, sexo, religión, nacionalidad, orientación sexual, o cualquier otra característica distintiva. El universalismo moral se opone al nihilismo moral y al relativismo moral. Aun así, no todas las formas de universalismo moral son absolutistas, ni tampoco son necesariamente monistas en cuanto valores; muchas formas de universalismo, como el utilitarismo, son no-absolutistas, y algunas de esas, como la de Isaiah Berlin, podrían ser consideradas pluralistas de valores.
Además de las teorías de realismo moral, el universalismo moral incluye otras teorías morales cognitivas, como las subjetivistas teoría de observador ideal y teoría de orden divina, y también la no-cognitiva teoría moral del prescriptivismo universal.

## Visión general
Según el profesor de filosofía R. W. Hepburn:

Avanzar hacia el polo objetivista es argumentar que los juicios morales pueden ser racionalmente defendibles, verdaderos o falsos, que existen pruebas de procedimiento racionales para identificar las acciones moralmente inadmisibles, o que los valores morales existen independientemente de los estados de ánimo de los individuos en determinados momentos.

El lingüista y teórico político Noam Chomsky afirma que: 

si adoptamos el principio de universalidad: si una acción es buena (o mala) para otros, es buena (o mala) para nosotros. Aquellos que no alcanzan el nivel moral mínimo de aplicarse a sí mismos las normas que aplican a los demás -más estrictas, de hecho-, claramente no pueden ser tomados en serio cuando hablan de la adecuación de la respuesta; o del bien y del mal, del bien y del mal"

## Historia
La Declaración Universal de los Derechos Humanos de las Naciones Unidas puede leerse como la asunción de una especie de universalismo moral. El comité de redacción de la Declaración Universal asumió, o al menos aspiró, a un enfoque "universal" para articular los derechos humanos internacionales. Aunque es innegable que la Declaración ha llegado a ser aceptada en todo el mundo como piedra angular del sistema internacional de protección de los derechos humanos, la convicción de algunos de que la Declaración Universal no refleja adecuadamente ciertas visiones importantes del mundo ha dado lugar a más de una declaración complementaria, como la Declaración Cairo en Derechos humanos en Islam y la Declaración de Bangkok.
Los tratados mundiales sobre el medio ambiente también pueden asumir y plantear un universalismo moral. La Convención del Marco de las Naciones Unidas sobre el Cambio de Climático  se basa en el "patrimonio común de la humanidad". La protección de este patrimonio se presenta en el tratado como un deber moral compartido que requiere acciones de protección basadas en "responsabilidades comunes pero diferenciadas". Esto ha sido criticado como  antropocéntrico centrado en el estado, pero afirma objetivos universales.

### Intentos de definir una moralidad universal
En su Fundamentación de la metafísica de las costumbres, Immanuel Kant intenta derivar un principio supremo de moralidad que vincule a todos los agentes racionales. De manera similar, la teoría de la orden divina  presenta una forma de universalismo, por medio de la moralidad incondicional de los mandamientos de Dios.